# Hercostomus impudicus
Hercostomus impudicus är en tvåvingeart som beskrevs av Wheeler 1899. Hercostomus impudicus ingår i släktet Hercostomus och familjen styltflugor.
Artens utbredningsområde är Kalifornien. Inga underarter finns listade i Catalogue of Life.